# Rinnsteinlieder
Die Rinnsteinlieder sind eine Auftragsproduktion der Berliner Festspiele in der Reihe „Ansichten von Preußen“ aus dem Jahr 1981. Der Chanson-Zyklus beruht auf der Lied- und Gedichtsammlung Lieder aus dem Rinnstein (Hrsg. Hans Ostwald 1903/1904/1906 ff.). Die Texte stammen aus einem Zeitraum von etwa 1864 bis 1925: Lyrik von der Jahrhundertwende, Großstadtlyrik, Texte des Naturalismus sowie der Bohème.
Die Texte wurden als Chansons vertont und inszeniert von Holger Münzer. Die Uraufführung mit Live-Mitschnitt war anlässlich der Berliner Festwochen am 28. September 1981 im Hebbel-Theater Berlin. Es folgten weitere Aufführungen an Berliner Theatern und auf Tournee (z. B. Unterhaus Mainz). Die fast völlig vergessenen Lieder aus dem Rinnstein wurden somit wieder Bestandteil der deutschen Chanson-Kultur.

## Inhalt

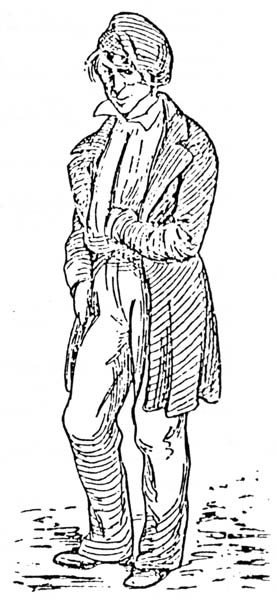
Handwerksbursche um 1906

Die Handlung spielt in einer Kneipe der Jahrhundertwende und auf der Straße.
Handelnde Personen sind: die Kneipenwirtin, der Vagabund, der hungernde Autor, der Denker.
Es handelt sich um die Situation der damaligen Autoren, die bürgerliche Sicht der Bohème auf diese soziale Not, um die Situation der sozial benachteiligten Bevölkerungsschichten und das Berliner Dirnentum ebenso wie um die Zuhälter und die Kriminalitätsberichte der damaligen Zeit (siehe Leo Heller). Ebenso geht es um die preußische Obrigkeit und die alten Zöpfe der Hierarchie, die aufkommende Industrialisierung, zunächst mit Tagelöhnern und Hilfsarbeitern, um die Armut der sozial benachteiligten Bevölkerungsgruppen und deren Elend, um die Wohnungsnot und die wirtschaftliche Not der Beschäftigten, dies alles unter Berücksichtigung der Kaiserzeit und den Bemühungen zur Verhinderung eines sozialen Staates.

## Kaiser Wilhelm II.
In einer Rede am 18. Dezember 1901 zur Enthüllung der Statuen in der Siegesallee sagte Kaiser Wilhelm II. zum Thema „Die wahre Kunst“:

„Eine Kunst, die sich über die von MIR bezeichneten Gesetze und Schranken hinwegsetzt, ist keine Kunst mehr, sie ist Fabrikarbeit, ist Gewerbe, und das darf die Kunst nie werden […] Wenn nun die Kunst, wie es jetzt vielfach geschieht, weiter nichts thut, als das Elend noch scheußlicher hinzustellen, wie es schon ist, dann versündigt sie sich damit am deutschen Volke. Die Pflege der Ideale ist zugleich die größte Kulthurarbeit, und wenn wir hierin den andern Völkern ein Muster sein wollen, so muß das ganze Volk daran mitarbeiten; und soll die Kulthur ihre Aufgabe voll erfüllen, dann muß sie bis in die unteren Schichten des Volkes hindurchgedrungen sein. Das kann sie nur, wenn die Kunst die Hand dazu bietet, wenn sie erhebt, statt daß sie in den Rinnstein niedersteigt.“

## Die Wohnungsnot der ärmeren Klassen
(Aus der Zeitschrift Die Gartenlaube 1889)

„Die Szenen von der Überfüllung der Wohnungen, welche die Romanschreiber der Wirklichkeit nachschildern, bleiben noch immer hinter den Berichten der städtischen Missionen zurück. Das Unwesen der sogenannten ‚Schlafleute‘ läßt gar kein Familienleben mehr aufkommen, vergiftet schon die Gemüter der Kinder, untergräbt alles sittliche Fühlen und macht solche überfüllten Wohnungen oft zu Brutstätten des Verbrechens. Es ist klar, daß von einer Gesundheitspflege auch im beschränktesten Maße in solchen Wohnungen gar nicht mehr die Rede sein kann; auch die Räume an sich in den Kellerwohnungen und Dachwohnungen sind ungesund.“

## Zum Dirnentum
Hier ein witziges und prägnantes Textbeispiel zum Berliner Dirnentum (Text: Georg Latz, Komposition: Holger Münzer).
[…]
Mama und Tochter wurden da

natürlich immer älter.

Und mit der Zeit ließ die Mama

die Onkels immer kälter.
Und die Mama blieb jetzt zuhaus

und sprach – Vertrauen hegend –

„Jeh, Mieze, jetzt alleene aus,

du kennst ja meene Jejend.“
Dann ging tagaus, dann ging tagein

genau dasselbe Endchen

das aufgeblühte Töchterlein,

den Engelhorn in Händchen.
Und wenn es einen Onkel sah,

dann sprach’s, auch ungebeten,

„Ick habe jetzt von die Mama

die Erbschaft anjetreten.“

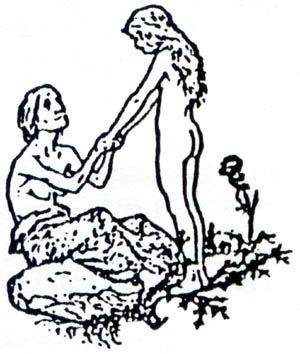
Das Muttererbe

(Dieses Chanson und weitere als Hörbeispiele: siehe Weblinks)

## Titelfolge
- Die Wahre Kunst (Kaiser Wilhelm II.)
- Phantasus (Arno Holz)
- Not (Ada Christen)
- Amanda (Erich Mühsam)
- Vagabundentod (Fritz Binde)
- Lied des Steinklopfers (Karl Henckell)
- Diplomaten (Text und Musik Frank Wedekind)
- Wiegenlied (Margarete Beutler)
- Liebeserklärung (Ludwig Scharf)
- Straßenbild (Emil Nicolai)
- Die Dampfwalze (Karl Henckell)
- Seht dort die zwei (Karl Henckell)
- Kohle (Alfons Petzold)
- Straßenhandel (Sigmar Mehring)
- Det Ende von’t Lied (Albrecht Voigtländer)
- Hinterm Zaun (Martin Drescher)
- In der Mulackstraße zehn (Volksweise um 1900)
- Das Muttererbe (Georg Latz)
- Ein Wirrsal (Ferdinand Avenarius)
- Ilse (Text und Musik Frank Wedekind)
- Wat sein muß muß sind (Albrecht Voigtländer)
- Das Laufmädel (Ernst von Wolzogen)
- Behauptung (Text und Musik Frank Wedekind)
- Berliner Moritat (Leo Heller)
- Ick liebe aber ich verachte dir (Leo Heller)
- Die letzte Nacht (Hans Hyan)
- Der Tantenmörder (Text und Musik Frank Wedekind)
- Sozialistengesetz (§ 11 von 1878)
- Herr weis mich aus (Oskar Panizza)